# Lista över Inkarikets härskare
En förteckning över alla inkor blir av naturliga skäl osäker då historiska urkunder saknas. En sammanställning av alla inkor – 13 till antalet om man räknar in Atahualpa – är i denna lista följande:

## De mytiska inkorna
- c:a 1200–1438 - dynastin Hurin-Cusco

1 Manco Cápac
2 Sinchi Roca
3 Lloque Yupanqui
4 Mayta Cápac
5 Cápac Yupanqui
- dynastin Hanan-Cusco

6 Inca Roca
7 Yahuar Huaca
8 Hatun Topa (också kallad Huiracocha)

## De historiska inkorna
- expansionsfasen 1438–1532)

9 Pachacuti (1438–71)
10 Topa Inca Yupanqui (1471–93)
11 Huayna Cápac (1493–1525)
12 Huáscar (1525–32)
- dynastin Quitena

13 Atahualpa (1532–33)

## Kommentar
Vid conquistadorernas ankomst 1532 var Atahualpa den som i Inkariket de facto upprätthöll funktionen som inka. Det var han som hyllades som inka efter att han hade besegrat brodern Huáscar, och det var också han som mötte spanjorerna i egenskap av inkafolkets högste härskare. Atahualpa blev dock aldrig krönt till inka. På den officiella listan över krönta inkor, den så kallade capaccuna, förekommer därför inte Atahualpa.
När en inka blev krönt satte översteprästen, kallad Willac Umo, den kungliga borlan på inkans huvud. Willac Umo var den ende som hade rätt att kröna en inka.
Även några av de sista inkorna i Vilcabamba fick den kungliga borlan – mascapaichan – på sina huvuden, dock skedde det genom spanjorernas försorg, och de (Manco Inca m fl) räknas därför inte heller de till capaccuna-listan.
Mascapaichan var tillverkad av fint rött tyg och försedd med guldfransar.